# Osredek pri Trški Gori
Osredek pri Trški Gori – wieś w Słowenii, w gminie Krško. W 2018 roku liczyła 42 mieszkańców.